# 珀伽索斯

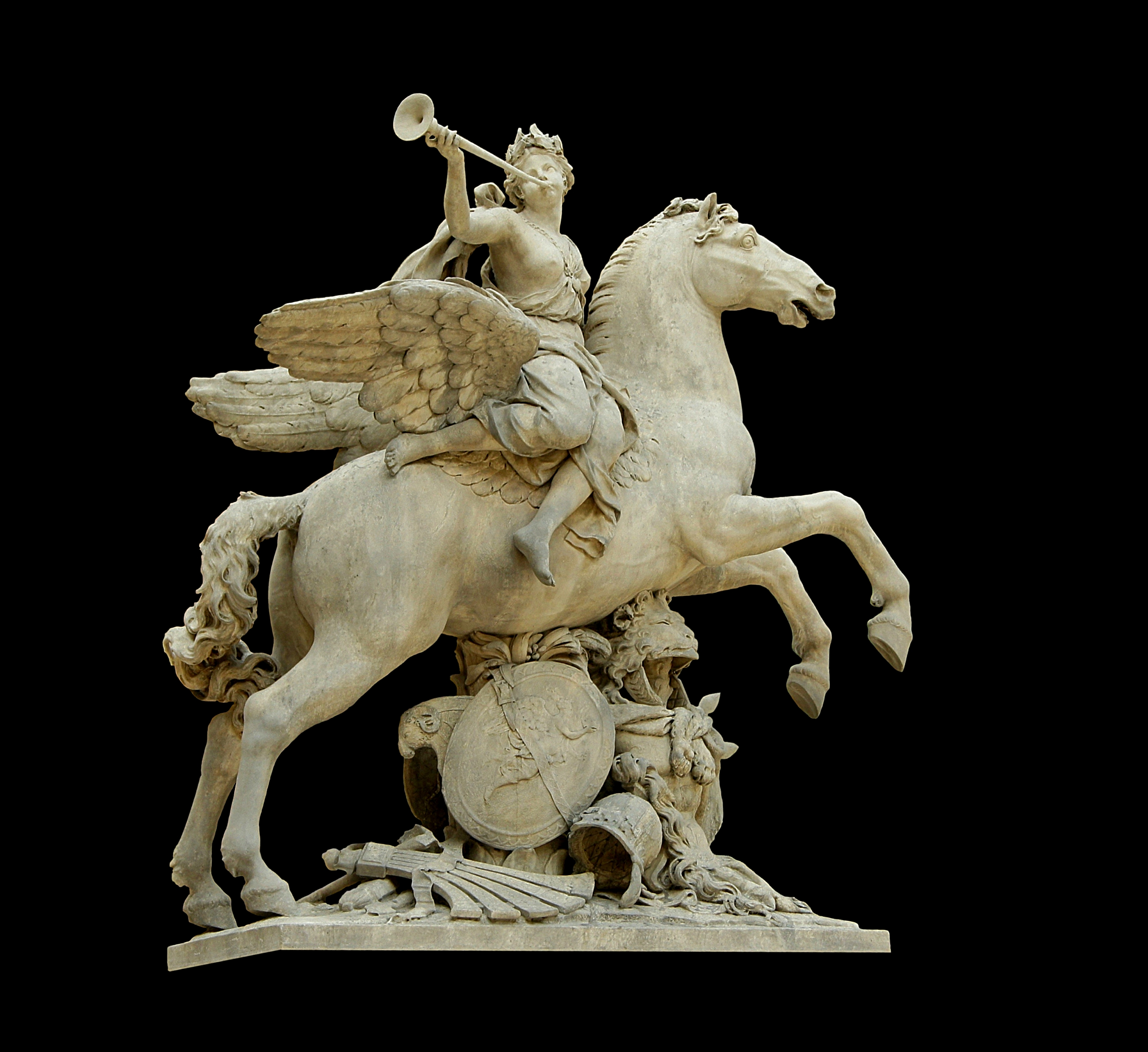
雕塑《（国王的）声望女神骑在珀伽索斯上》，由安托万·柯塞沃克创作于1701-1702年

珀伽索斯（Pégasos），又稱佩格索斯，俗稱天馬或飛馬，是希臘神話中著名的奇幻生物。他是一匹長有雙翼的馬，通常为白色。他是美杜莎與海神波塞冬所生，角色是马神。他的母亲美杜莎被珀耳修斯割下头颅时，他和兄弟巨人克律薩俄耳一起出生。希腊罗马诗人描写他出生后升天拜见众神之王宙斯，宙斯指示他从奥林帕斯山带来闪电和雷声。他是缪斯女神的朋友。他被希腊英雄柏勒洛豐馴服，他允许柏勒洛丰骑着他和怪兽喀邁拉战斗。但當柏勒洛豐試著騎他前往奥林帕斯山时，牠讓柏勒洛豐從他馬背上摔下來。宙斯将他变成飛馬座，放置在天空中。

## 詞源

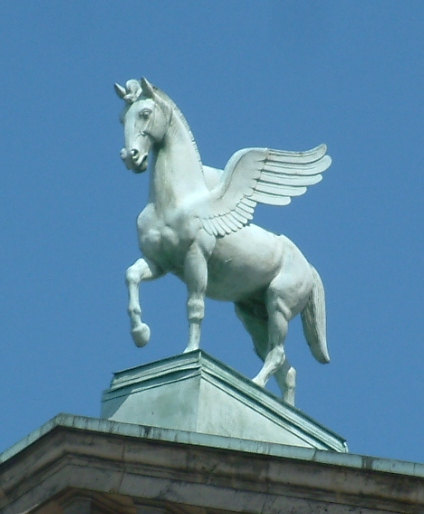
豎立於波茲南大劇院（Grand Theatre, Poznań）穹頂上的珀伽索斯，被視為文藝之馬，由马克斯·利特曼（Max Littmann）所建造，1910年